# Alemania Oriental en los Juegos Paralímpicos
Alemania Oriental en los Juegos Paralímpicos estuvo representada por el Comité Paralímpico Nacional de la RDA. 
Alemania Oriental participó en una ocasión en los Juegos Paralímpicos de Verano, en Nueva York y Stoke Mandeville 1984. El país obtuvo un total de cuatro medallas en las ediciones de verano: tres de plata y una de bronce.
En los Juegos Paralímpicos de Invierno Alemania Oriental no participó en ninguna edición.

## Medallero

### Por edición
Juegos Paralímpicos de Verano
| Evento                                | Oro | Plata | Bronce | Total |
| ------------------------------------- | --- | ----- | ------ | ----- |
| Nueva York 1984 Stoke Mandeville 1984 | 0   | 3     | 1      | 4     |
| Seúl 1988                             | –   | –     | –      | –     |
| TOTAL                                 | 0   | 3     | 1      | 4     |

### Por deporte
Deportes de verano
| Evento    | Oro | Plata | Bronce | Total |
| --------- | --- | ----- | ------ | ----- |
| Atletismo | 0   | 3     | 1      | 4     |
| TOTAL     | 0   | 3     | 1      | 4     |